# Angolon machadoi
Angolon machadoi is een keversoort uit de familie dwerghoutkevers (Cerylonidae). De wetenschappelijke naam van de soort werd in 1977 gepubliceerd door Roger Dajoz.